# Zirara
Zirara (àrab زيرارة) és una comuna rural de la província de Sidi Kacem de la regió de Rabat-Salé-Kenitra. Segons el cens de 2014 tenia una població total de 16.606 persones.